# عصفور له أنياب (فلم)
عصفور له أنياب هو فيلم دراما مصري من إخراج حسن يوسف  وبطولة حسن ، يسرا، صلاح قابيل وهياتم. صدر الفيلم في 5 أكتوبر 1987.

## نبذه
محمود مهندس ذو مباديء، يرفض الرشوة والفساد، يزج به في مستشفى الأمراض النفسية، ويخرج بعد سنوات ليجد زوجته قد طلقته، وتزوجت بأخر، وأخوه استولى على ميراثه، فيقرر الانتقام.

## طاقم العمل
- حسن يوسف بدور محمود
- يسرا بدور بسمة
- صلاح قابيل بدور رياض
- هياتم بدور زنوبة [4]
- إبراهيم الشامي بدور المعلم وافي
- نبيل الدسوقي بدور مدبولي

## وصلات خارجية
- مقالات تستعمل روابط فنية بلا صلة مع ويكي بيانات